# Stammen
 For alternative betydninger, se Stamme.
Stammen er en taleforstyrrelse karakteriseret af brud i talen. Der kan være gentagelser af lyd, stavelser, ord eller fraser, forlængelser af lyd, blokeringer med eller uden lyd. Der kan desuden være medbevægelser, der ledsager eller går forud for selve stammen. Reaktioner på stammen som undgåelse af øjenkontakt eller bestemte ord eller talesituationer betragtes også som en del af stammen. 
Stammen opstår typisk i 2-4 års alderen og mange børn oplever en periode med stammen i deres sproglige udvikling. For nogle aftager stammen, andre fortsætter med at stamme. Der gives i Danmark logopædisk (talepædagogisk) behandling til børn og voksne der stammer via de kommunale PPR-kontorer (Pædagogisk Psykologisk Rådgivning). 

## Eksterne links
Yderligere information om stammen kan for eksempel ses på Dansk Videnscenter for Stammen.